# مومین جدید
مومین جدید (به ژاپنی: ムーミン، به انگلیسی: Moomin) یک مجموعه تلویزیونی انیمه ۵۲ قسمتی است که توسط استودیو موشی پروداکشنز ساخته شده‌است. پخش آن از ۹ ژانویه ۱۹۷۲ در کانال فوجی تلویژن آغاز شده و در ۳۱ دسامبر ۱۹۷۲ پایان یافته‌است.